# Ciemne (jezioro)
Ciemne Jezioro, Jezioro Czarne (niem. Schwarzer See) – zanikłe jezioro w Małdyckim Lesie, na zachód od wsi Małdyty, w województwie warmińsko-mazurskim. Jezioro to uległo zlądowieniu, wskutek czego powstało rozległe torfowisko „Budwity”. W 1962 roku w północnej części torfowiska zlokalizowano nieczynną już kopalnię torfu „Budwity”, zaś w części południowej utworzono rezerwat przyrody Zielony Mechacz. Jeszcze w latach 60. XX wieku w centralnej części rezerwatu istniało lustro wody o powierzchni kilkudziesięciu m², które po kilkudziesięciu latach było już trzęsawiskiem.